# Калманский район

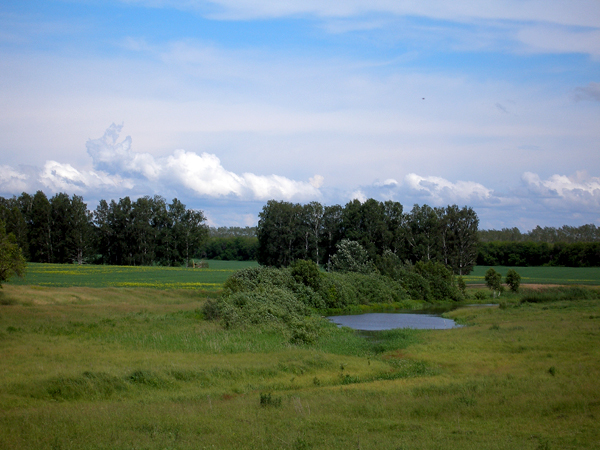
Берёзовые колки с озером, окружённые полем. Окрестности посёлка Новый.

Калма́нский райо́н — административно-территориальное образование (сельский район) и муниципальное образование (муниципальный район) в  Алтайском крае России.
Административный центр — село Калманка.

## География
Расположен в центральной части Алтайского края. Граничит с Павловским, Топчихинским, Первомайским районами и Центральным районом города Барнаула.
Территория района занимает площадь 182 тыс. га, из них 143 тыс. га сельскохозяйственных угодий, более 23 тыс. га занимают леса, 17 тыс. га под кустарниками. 
Рельеф территории: слабоволнистая равнина Приобского плато, с берёзовыми колками и слабой овражной сетью. 
Почвы преобладают черноземные, луговые, лугово – болотные, серые лесные. Естественная растительность представлена следующими травами: разнотравно – злаковыми, злаково – полевицевыми, мятликово – пырейными, камышово – тростниковыми. Из древесных пород наибольшее распространение получили сосна, береза, осина, тополь, клен, ветла, из кустарников черемуха, желтая акация, шиповник, калина, облепиха.
Климат резко континентальный, по агроклиматическому районированию относится к III теплому недостаточно увлажненному району. Средняя температура января – 17,7 С, июля +19,6 С. Годовое количество осадков достигает 350-400мм.
По территории района протекают реки Обь, Алей, Малая Калманка, Большая Калманка, Бураниха, Шадриха, Ераска, Марушка, Солоновка. Почвы: чернозёмы, луговые, лугово-болотные, серые лесные. Животный мир представлен лисами, ондатрами и зайцами.

## История
Свою историю Калманский район начинает с XVIII века, когда на берегу реки Калманка появились первые поселенцы из европейской части России, в то время территория района входила в состав Барнаульского округа. Постановлением ВЦИК от 18 января 1935 года, на основании постановления Президиума Западно-Сибирского крайисполкома от 23 февраля 1935 года № 221, в результате разукрупнения Топчихинского района, был образован Калманский район, а село Калманка стало его райцентром. В 1937 году произошло разделение Западно-Сибирского края на Алтайский край и Новосибирскую область, при этом Калманский район вошел в состав Алтайского края.
В 1963 году районы Калманский и Топчихинский районы были вновь объединены в один Топчихинский, но крупные сельские районы оказались малопрактичными, их громоздкость создала неудобства для населения. Решением Алтайского крайисполкома от 15 ноября 1965 года № 671 «Об изменениях в административно-территориальном делении края» Калманский район был восстановлен.

## Население
| 1959    | 1996    | 1997    | 1998    | 1999    | 2000    | 2001    | 2002    | 2003    |
| ------- | ------- | ------- | ------- | ------- | ------- | ------- | ------- | ------- |
| 24 083  | ↘15 901 | →15 901 | ↘15 800 | ↘15 600 | ↘15 500 | ↘15 400 | ↘15 100 | ↘14 809 |
| 2004    | 2005    | 2006    | 2007    | 2008    | 2009    | 2010    | 2011    | 2012    |
| ↘14 530 | ↗14 533 | ↘14 441 | ↗14 547 | ↘14 525 | ↗14 986 | ↘14 331 | ↘14 245 | ↘13 835 |
| 2013    | 2014    | 2015    | 2016    | 2017    | 2018    | 2019    | 2020    | 2021    |
| ↘13 617 | ↗13 764 | ↘13 635 | ↘13 431 | ↘13 179 | ↘12 920 | ↘12 745 | ↘12 642 | ↘11 755 |
| 2024    |         |         |         |         |         |         |         |         |
| ↘11 641 |         |         |         |         |         |         |         |         |

Национальный состав
| национальность | мужчин | женщин | всего  | %    |
| -------------- | ------ | ------ | ------ | ---- |
| русские        | 6 389  | 7 142  | 13 531 | 91   |
| немцы          | 379    | 386    | 765    | 5    |
| украинцы       | 100    | 103    | 203    | 1,3  |
| цыгане         | 38     | 33     | 71     | 0,5  |
| белорусы       | 17     | 34     | 51     | 0,34 |
| армяне         | 31     | 13     | 44     | 0,29 |
| татары         | 15     | 21     | 36     | 0,24 |
| мордва         | 11     | 16     | 27     | 0,18 |

## Административно-муниципальное устройство
Калманский район с точки зрения административно-территориального устройства края включает 10 административно-территориальных образований — 10 сельсоветов.
Калманский муниципальный район в рамках муниципального устройства включает 10 муниципальных образований со статусом сельских поселений:
| №  | Сельское поселение          | Административный центр | Количество населённых пунктов | Население (чел.) | Площадь (км²) |
| -- | --------------------------- | ---------------------- | ----------------------------- | ---------------- | ------------- |
| 1  | Бурановский сельсовет       | село Бураново          | 1                             | ↘1028            | 156,07        |
| 2  | Зимарёвский сельсовет       | село Зимари            | 5                             | ↗1110            | 165,51        |
| 3  | Калистратихинский сельсовет | село Калистратиха      | 1                             | ↗596             | 203,33        |
| 4  | Калманский сельсовет        | село Калманка          | 2                             | ↘3468            | 271,48        |
| 5  | Кубанский сельсовет         | посёлок Кубанка        | 3                             | ↘584             | 118,36        |
| 6  | Новоромановский сельсовет   | село Новороманово      | 3                             | ↘3286            | 287,93        |
| 7  | Обской сельсовет            | посёлок Алтай          | 1                             | ↘807             | 150,80        |
| 8  | Усть-Алейский сельсовет     | село Усть-Алейка       | 1                             | ↘483             | 129,80        |
| 9  | Шадринский сельсовет        | село Шадрино           | 1                             | ↗665             | 107,38        |
| 10 | Шиловский сельсовет         | село Шилово            | 6                             | ↘503             | 228,28        |

### Населённые пункты
В районе 24 населённых пункта:
| №  | Населённый пункт               | Тип     | Население | Сельское поселение          |
| -- | ------------------------------ | ------- | --------- | --------------------------- |
| 1  | Александровка                  | посёлок | ↗159      | Новоромановский сельсовет   |
| 2  | Алтай                          | посёлок | ↘807      | Обской сельсовет            |
| 3  | Бураново                       | село    | ↘1028     | Бурановский сельсовет       |
| 4  | Жданово                        | посёлок | ↘9        | Шиловский сельсовет         |
| 5  | Железнодорожная Казарма 260 км | станция | →27       | Зимарёвский сельсовет       |
| 6  | Железнодорожная казарма 290 км | станция | ↘8        | Шиловский сельсовет         |
| 7  | Зимари                         | разъезд | ↗11       | Зимарёвский сельсовет       |
| 8  | Зимари                         | село    | ↗775      | Зимарёвский сельсовет       |
| 9  | Ивановка                       | посёлок | ↘89       | Шиловский сельсовет         |
| 10 | Калистратиха                   | село    | ↗596      | Калистратихинский сельсовет |
| 11 | Калманка                       | село    | ↘3203     | Калманский сельсовет        |
| 12 | Кубанка                        | посёлок | ↘474      | Кубанский сельсовет         |
| 13 | Логовской                      | посёлок | ↘165      | Кубанский сельсовет         |
| 14 | Новобарнаулка                  | село    | →121      | Шиловский сельсовет         |
| 15 | Новороманово                   | село    | ↘3144     | Новоромановский сельсовет   |
| 16 | Новый                          | посёлок | ↗205      | Зимарёвский сельсовет       |
| 17 | Панфилово                      | село    | ↘329      | Новоромановский сельсовет   |
| 18 | Прудской                       | посёлок | ↗137      | Зимарёвский сельсовет       |
| 19 | Солонцовый                     | посёлок | ↘22       | Кубанский сельсовет         |
| 20 | Троицк                         | посёлок | ↘605      | Калманский сельсовет        |
| 21 | Усть-Алейка                    | село    | ↘483      | Усть-Алейский сельсовет     |
| 22 | Шадрино                        | село    | ↗665      | Шадринский сельсовет        |
| 23 | Шилово                         | село    | ↘418      | Шиловский сельсовет         |
| 24 | Шиловский                      | разъезд | ↘45       | Шиловский сельсовет         |

## Экономика
Основное направление экономики: сельское хозяйство (зерноводство, свекловодство, сбор плодов, овощеводство, производство мяса, молока, рыбоводство). Действуют свеклопункт, маслосырзавод, автотранспортные, ремонтно-строительные, бытовые предприятия.

## Транспорт
По территории района проходят проходят федеральная автомобильная трасса А-322  Барнаул — граница с Республикой Казахстан, Турксиб.